# 石川県道200号向粟崎安江町線
石川県道200号向粟崎安江町線（いしかわけんどう200ごう むかいあわがさきやすえちょうせん）は、石川県河北郡内灘町と同県金沢市とを結ぶ一般県道（石川県道）である。

## 路線概要
- 起点：石川県河北郡内灘町向粟崎ぬ2番2地先（＝海浜向陽台交差点・能登有料道路（石川県道60号金沢田鶴浜線）交点）
- 終点：石川県金沢市堀川町130番地先（＝堀川町交差点・石川県道159号金沢停車場北線上）

起点から南東方向に砂丘地を下り、向粟崎高架橋を渡る。この橋は石川県道8号松任宇ノ気線と立体交差になっており、橋の下には、向粟崎交差点がある。高架橋と連続する清湖大橋で大野川を渡り、金沢市に入る。さらに南東に進み、蚊爪橋で浅野川を渡り、更に大浦橋で金腐川を渡り、南へとカーブする。田中交差点で、国道8号（金沢バイパス）と接続。そのまま、浅野本町交差点まで南下。同交差点で西へ右折し、石川県道159号金沢停車場北線と重複して西に進み、終点の堀川町交差点に至る。
起点 - 田中交差点は、のと里山海道と国道8号、北陸自動車道金沢東ICとを結ぶコースとなっている。また、金沢のベッドタウン的な存在である内灘町から、金沢市北部の木越団地、瑞樹団地の西を経て、金沢市中心部を結ぶ役割がある。清湖大橋の金沢側橋詰にあたる湊2丁目交差点では、朝のラッシュ時に混雑することが多く、同交差点では、矢印信号で制御される先発・後発式の時差式信号交差点になっている。
田中交差点から浅野本町交差点までの区間と、浅野本町交差点から南下して国道359号の東山交差点までを結ぶ金沢市道の区間は、金沢市中心部と北陸自動車道金沢東ICとを結ぶことから、「東インター大通り」と呼ばれている。

## 歴史
- 1960年（昭和35年）10月15日：河北郡内灘村向粟崎（現・内灘町向粟崎1丁目）の粟崎踏切交差点が起点で、機具橋で大野川を渡り、北陸鉄道浅野川線に沿って浅野川左岸堤防を通る経路で認定。
- 清湖大橋などの完成に伴い、順次経路変更。清湖大橋の北端を起点に、木越西交差点で西に右折、再度金腐川を渡り、金沢市大浦町地内で再び南へと折れ、浅野川右岸に沿って同市松寺町まで南下、松寺橋で浅野川を西に渡り、橋詰で突き当たる松寺橋交差点を左折、浅野川の左岸堤防の上を南に進み、終点に至るコースへの変更を認定。
- 1995年（平成7年）3月31日：「県道大浦松寺線」を廃止し、本路線に編入。金沢市大浦町から松寺橋交差点の区間にあたる。
- 起点を能登有料道路との交点である現在位置に移動。
- 2008年（平成20年）6月20日：木越西交差点から田中交差点の区間を認定。当初は支線で、田中交差点には国道8号と石川県道204号八田金沢線の役割を持っていた。
- 2009年（平成21年）3月31日：木越西交差点から、大浦町、松寺橋交差点を経て上諸江駅前交差点に至る区間を除外。これにより分断区間となる。
- 2009年（平成21年）7月31日：県道204号の廃止に伴い、同路線だった田中交差点 - 浅野本町交差点、石川県道159号金沢停車場北線の浅野本町交差点 - 堀川町交差点を認定され、分断区間が解消された。なお、従来の経路のうち、上諸江駅前交差点から堀川町交差点（金沢市堀川町）の間は、現在も認定されたままである。

## 通過する自治体
- 石川県
  - 河北郡内灘町 - 金沢市

## 接続道路
- のと里山海道（石川県道60号金沢田鶴浜線）（石川県河北郡内灘町向粟崎・海浜向陽台交差点）
- 石川県道8号松任宇ノ気線（内灘町向粟崎5丁目・向粟崎交差点）
- 石川県道201号蚊爪森本停車場線（金沢市木越町・木越西交差点）
- 国道8号（金沢バイパス）（金沢市田中町・田中交差点）
- 石川県道159号金沢停車場北線（金沢市浅野本町交差点、堀川町交差点：終点）

## 重複区間
- 石川県道201号蚊爪森本停車場線（金沢市蚊爪町・湊二丁目交差点 - 同市木越町・木越西交差点）
- 石川県道159号金沢停車場北線（金沢市浅野本町・浅野本町交差点 - 同市堀川町・堀川町交差点：終点）

## 周辺施設
- 内灘町立清湖小学校
- ショッピングセンター コーヨー
  - 東京ストアー 内灘店
- 内灘向陽台郵便局
- 内灘町立向粟崎小学校
- 河北潟
- 大野川
- 浅野川
- 大宮川
- 金腐川
- かたつ工業団地
- ジョイフル 東蚊爪店
- 石川県運転免許センター
- 石川県消防学校
- 金沢清湖工業センター
- 金沢市立大浦小学校
- 金沢東警察署 大浦交番
- 北陸電力 大浦変電所
- 佐川急便 北陸支社
- 木越団地（新興住宅地）
- 石川県土木部 東部車輌基地
- 石川県農業共済会館
  - NOSAI石川
- NOSAI石川
- JA金沢市 本店・川北支店
- ドライビングスクール エクシール城東
- 城北市民テニスコート
- 金沢循環器病院
- 金沢城北市民運動公園
  - 金沢市民野球場
  - 金沢市民サッカー場
- 石川ダイハツ販売 高柳店
- 100満ボルト 金沢東店
- イータウンかなざわ　※整備中
- ディーアンドエフゴルフ倶楽部（ゴルフ練習場）
- DSG MEGA WORLD
- ユナイテッド・シネマ金沢（旧アクアリゾート ルネスかなざわ・ルネス9シネマ）
- スーパーセンタームサシ 金沢店
- JR 北陸本線 金沢駅 金沢総合車両所
- JR貨物 金沢貨物ターミナル駅
- 北陸新幹線
- トステム 北陸支社
- 金沢東警察署
- 石川トヨペット 金沢本店
- スーパーマーケットバロー 元町店
- 金沢市立浅野町小学校
- クスリのアオキ 浅野本町店
- 東方之光 MOA石川エリア MOA金沢センター
- 城北病院
- 米澤病院
- 北國銀行 笠市支店
- ホテルイン金沢
- 金沢都ホテル
- 金沢フォーラス

## 別名
- 東インター大通り（金沢市）